# Caria (Moimenta da Beira)
Caria es una freguesia portuguesa del concelho de Moimenta da Beira, con 15,82 km² de superficie y 579 habitantes (2001). Su densidad de población es de 36,6 hab/km².